# ბ
Ban (ბან) este a doua literă a alfabetului georgian.

## Transliterație
| Literă | Nume | Național | ISO 9984 | Laz | IPA |
| ------ | ---- | -------- | -------- | --- | --- |
| ბ      | ban  | B b      | B b      | B b | /b/ |

## Forme
| asomtavruli | nuskhuri | mkhedruli |
| ----------- | -------- | --------- |
|             |          |           |

## Reprezentare în Unicode
- Asomtavruli Ⴁ : U+10A1
- Mkhedruli și Nuskhuri ბ : U+10D1